# Matlåda

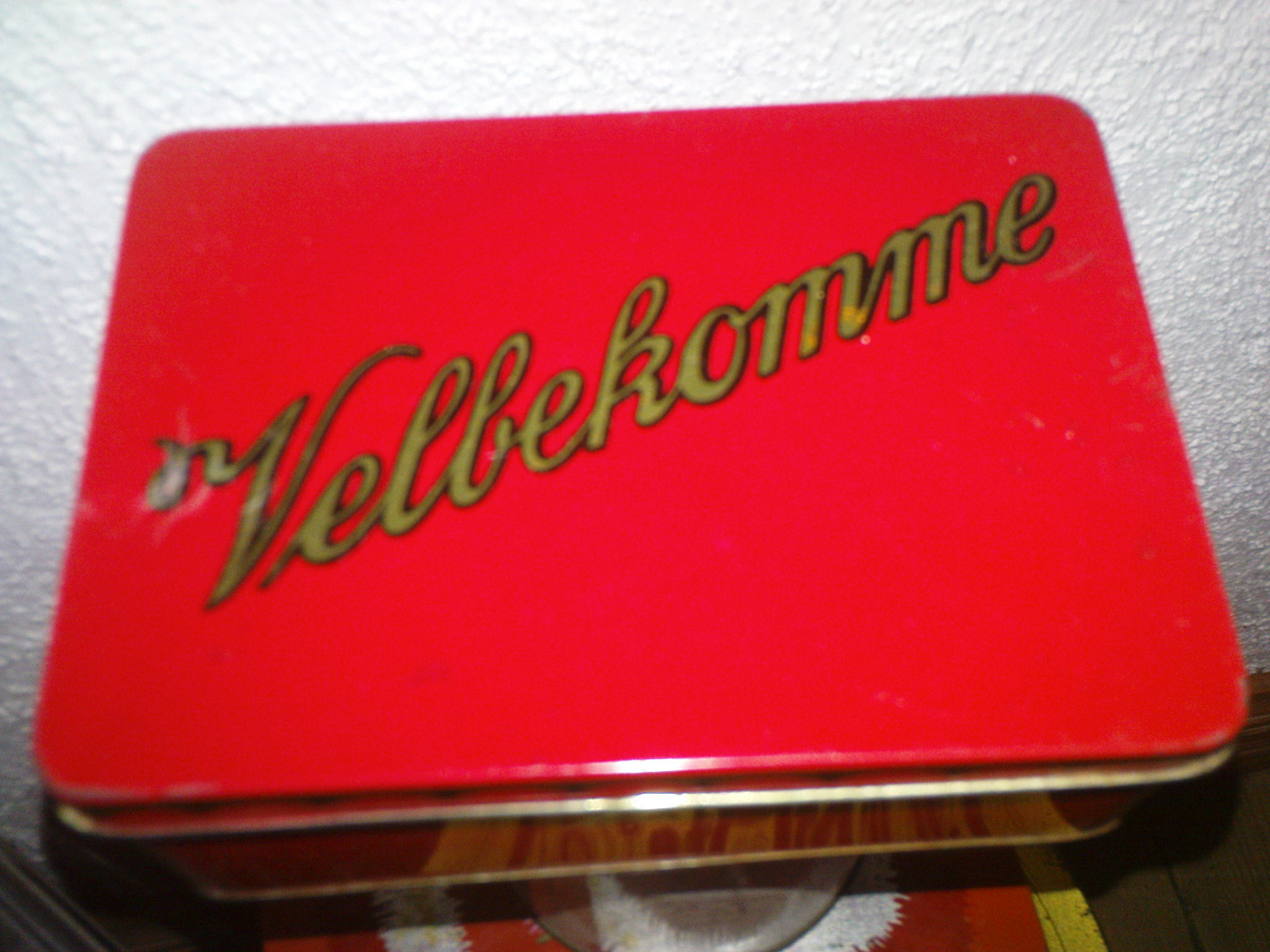
En matlåda från Danmark i 1920-talsdesign.

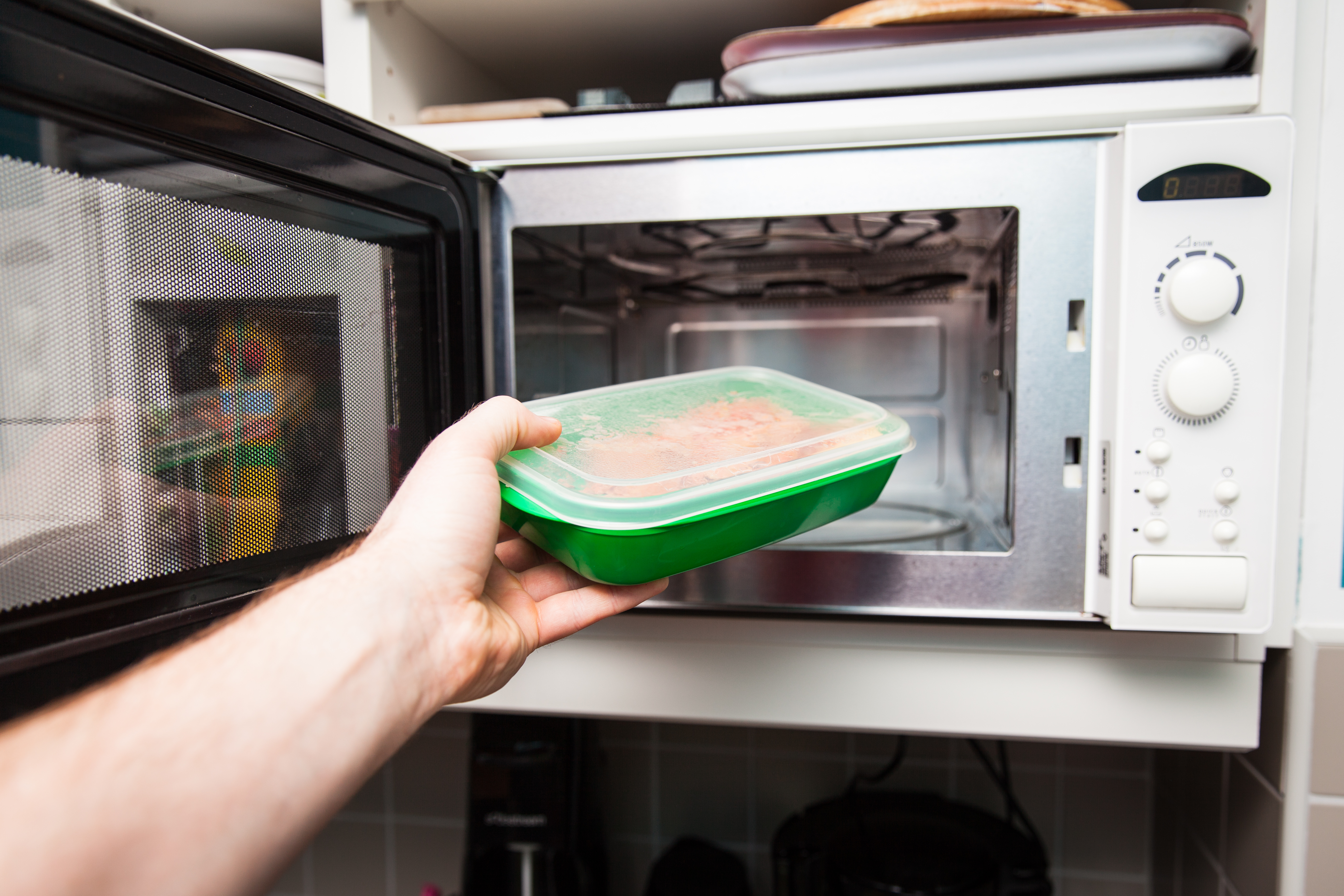
Matlåda och mikrovågsugn.

En matlåda, även kallad lunchbox, är en matsäck packad i en liten låda som kan vara gjord i plast, metall eller engångsmaterial. Matlådan äts ofta som lunch på arbetsplatsen eller i skolan.
Några anledningar till att man tar med sig matlåda kan vara:
- Ekonomiska skäl – Man anser att alternativ mat som serveras är för kostsam.
- Hälsoskäl – Man anser att alternativ mat som serveras är för ohälsosam, har matallergi eller följer särskild diet.
- Smakskäl – Matlådan kan enbart innehålla mat som man vet att man tycker om och som mättar.
- Brist på alternativ – Det serveras ingen mat på platsen.
- Miljöskäl – Istället för att köpa färdigmat som ofta kommer i olika icke-återanvändningsbara förpackningar och/eller fraktats en lång väg.

## I olika länder

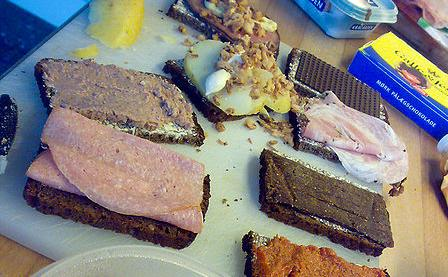
Smörgåsar med vanliga pålägg i Danmark, avsedda för matlåda.

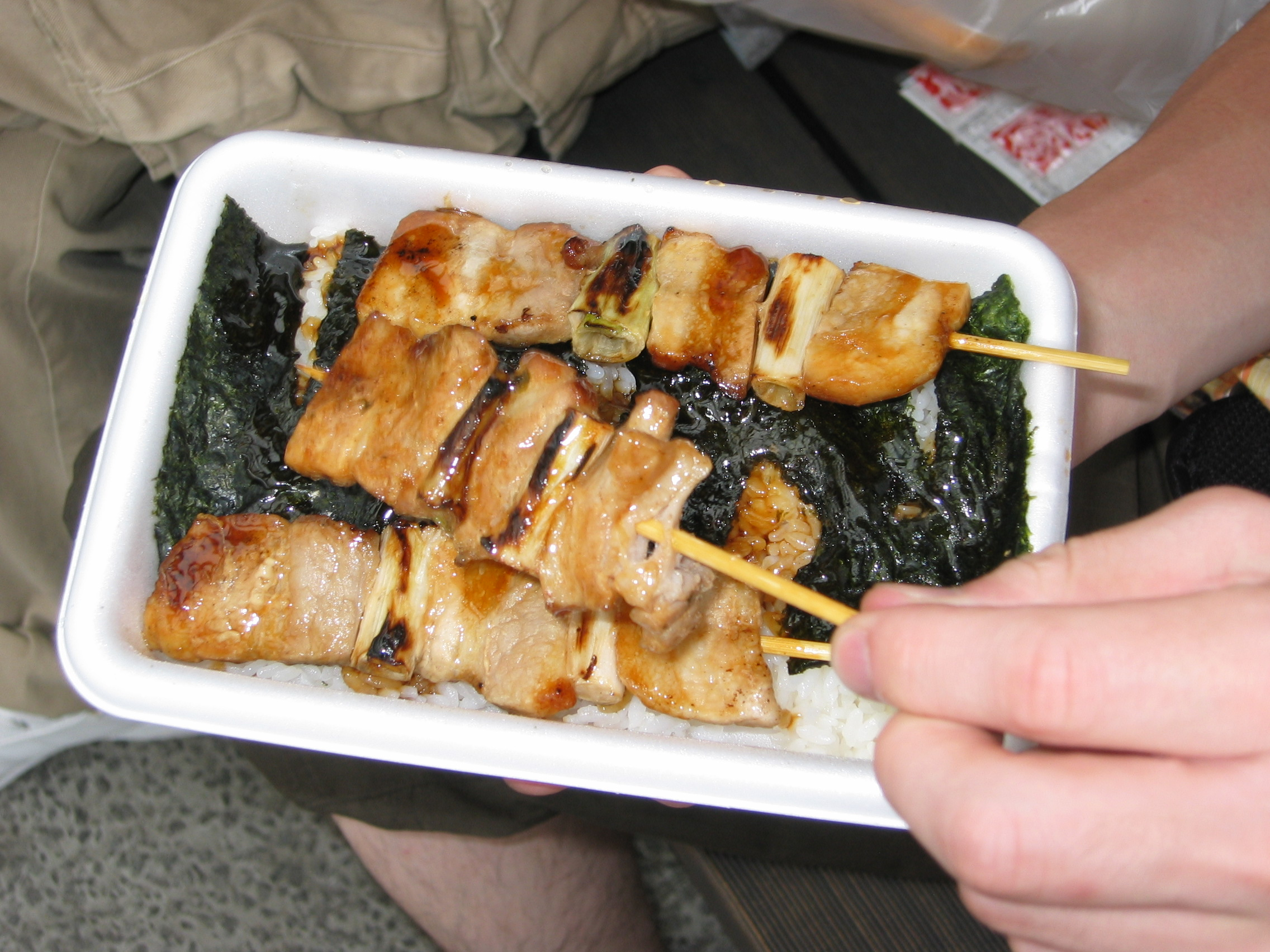
En bento, en slags lunchlåda som är vanlig i Japan.

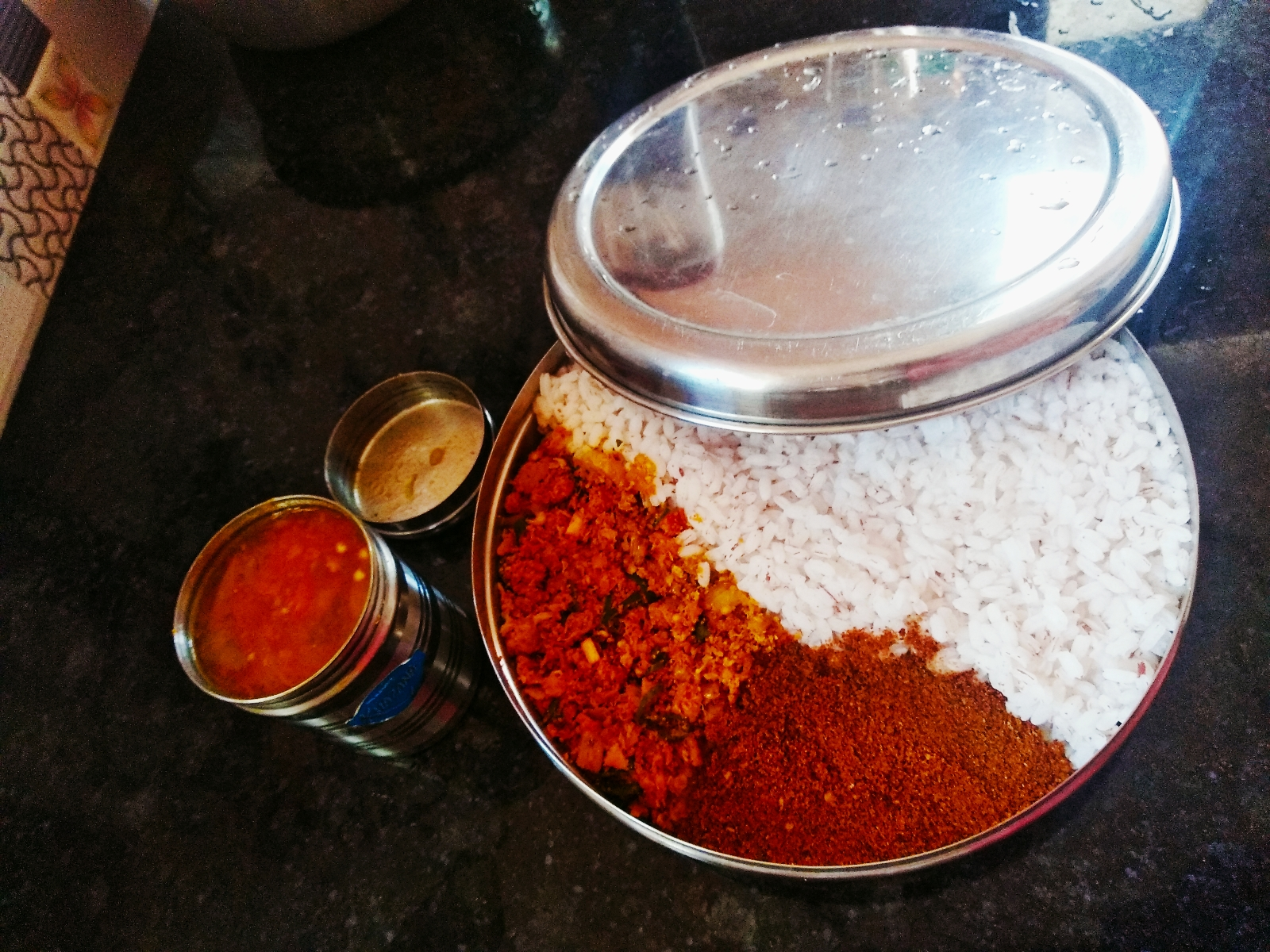
Matlåda i Indien.

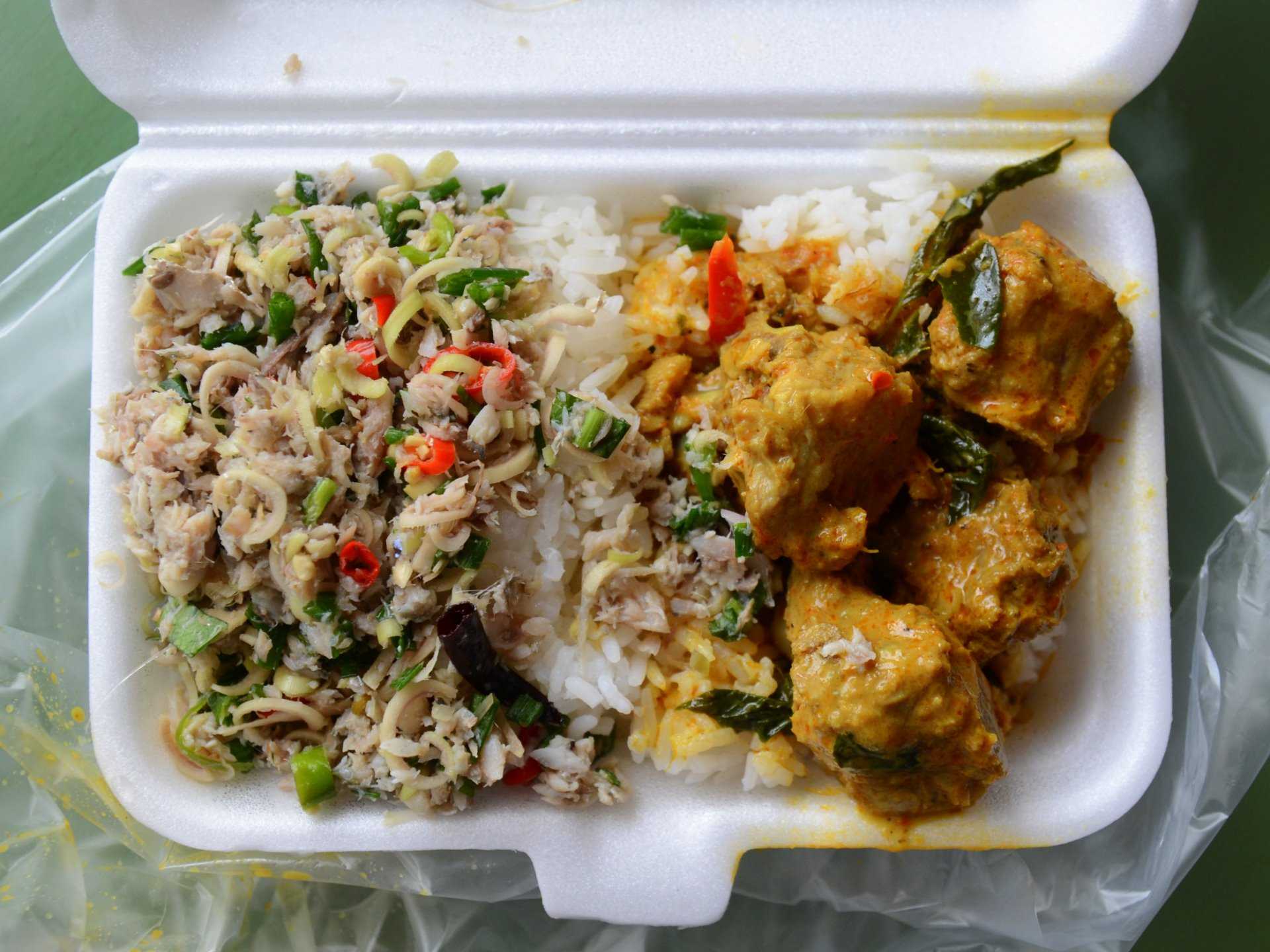
En fylld matlåda köpt i Thailand.

### Danmark och Norge
I Danmark och Norge består en typisk matlåda ofta av smörgåsar med pålägg.

### Japan
En japansk lunchbox kallas för Bento, och innehåller traditionellt ris, kött eller fisk samt syltade, kokta eller stekta grönsaker som tilltugg. Bentolådor kan bestå av allt från billigt engångsmaterial till lackade lådor. Japanska matlådor innehåller i princip alltid en umeboshi (en plommonfrukt) som dekoration ovanpå riset. Umeboshi anses ha en konserverande verkan, enligt husmorsdevisen "ett litet plommon i matlådan håller innehållet fräscht hela dagen".

### Sverige
Nu för tiden är det vanligt med matlåda på arbetsplatser. Studier som Lunchfrämjandet genomförde 2005 visar att 35 procent av de anställda har matlåda till lunch tre eller fler dagar i veckan, 38 procent av kvinnorna och 32 procent av männen. Vissa fyller matlådan med matrester från gårdagens middag. Andra tillagar hela veckans matlådor under helgen och fryser in. I Sverige är matlådor ofta tillverkade av plast eller metall.
Svenska Livsmedelsverket (SLV) anser att en matlåda som är välbalanserad näringsmässigt kan utgöra en utmärkt måltid och tillägger att man bör tänka på den hygieniska aspekten, det vill säga att lådan rengörs mellan användningarna och att den fyllda matlådan snabbt försluts och kyls ned för att sedan förvaras i kylskåp eller frys. Matlådan kan ofta värmas i mikrovågsugn på några minuter. Om inte hela måltiden ryms i en matlåda kan man ha flera sorterade matlådor, exempelvis en med huvudrätt, en med frukt och grönt och en med bröd. Livsmedelsverket rekommenderar att man i första hand dricker vatten, lättmjölk eller lättöl till måltiden.

### Thailand
I Thailand är det vanligt att man köper färdiga matlådor istället för att man tar med sig hemifrån.

## Doggybag
När man tar med sig överblivna matrester från exempelvis en restaurang i en påse brukar den skämtsamt kallas doggybag, från engelskans doggy bag med samma innebörd, eller ordagrant "liten hund" och "påse".